# Nationale parken in Azerbeidzjan
Nationale Parken in Azerbeidzjan bestaan vanaf 2003. Verantwoordelijk voor de nationale parken in Azerbeidzjan is het ministerie van Milieu en Natuurlijke hulpbronnen. Het eerste nationale park was het Zangezur, Daarna zijn nog acht andere nationale parken gesticht, de laatste was het Samur-Yalama in 2012. De nationale parken in Azerbeidzjan zijn gebieden of wateren die van bijzonder belang zijn voor milieubescherming, geschiedenis of anderszins en die bescherming krijgen van de overheid. Ze dienen uiteenlopende doelen, zoals milieubescherming, educatie, wetenschap en cultureel onderzoek. 

## Nationale parken
Azerbeidzjan, gelegen in de Kaukasus tussen de Zwarte Zee en de Kaspische Zee, heeft een voor Europese begrippen zeer grote verscheidenheid aan dier- en plantensoorten en natuurlijke omstandigheden.
Azerbeidzjan kent naast negen nationale parken, nog dertien staatsnatuurparken en 21 staatsreservaten. Hieronder staan de nationale parken gerangschikt met hun stichtingsjaar en oppervlakte.
| № | Naam                        | Inheemse naam                                    | Ingesteld (uitgebreid)          | Grootte ha (km²)            | Kaart                                                                              |
| - | --------------------------- | ------------------------------------------------ | ------------------------------- | --------------------------- | ---------------------------------------------------------------------------------- |
| 1 | Nationaal park Zangezur     | Akademik Həsən Əliyev adına Zəngəzur Milli Parkı | 16 juni 2003 (25 november 2009) | 42.797 ha (427,97 km²)      | Nationale parken in Azerbeidzjan (Azerbeidzjan) · Nationale parken in Azerbeidzjan |
| 2 | Nationaal park Ag-Gel       | Ağ göl Milli Parkı                               | 5 juli 2003                     | 17.924 ha (179,24 km²)      | Nationale parken in Azerbeidzjan (Azerbeidzjan) · Nationale parken in Azerbeidzjan |
| 3 | Nationaal park Shirvan      | Şirvan Milli Parkı                               | 5 juli 2003                     | 54.373,5 ha (543,73 km²)    | Nationale parken in Azerbeidzjan (Azerbeidzjan) · Nationale parken in Azerbeidzjan |
| 4 | Nationaal park Hirkan       | Hirkan Milli Parkı                               | 9 februari 2004 (23 april 2008) | 42.797 ha (427,97 km²)      | Nationale parken in Azerbeidzjan (Azerbeidzjan) · Nationale parken in Azerbeidzjan |
| 5 | Nationaal park Altyaghach   | Altıağac Milli Parkı                             | 31 augustus 2004                | 11.035 ha (110,35 km²)      | Nationale parken in Azerbeidzjan (Azerbeidzjan) · Nationale parken in Azerbeidzjan |
| 6 | Nationaal park Absheron     | Abşeron Milli Parkı                              | 8 februari 2005                 | 783 ha (7,83 km²)           | Nationale parken in Azerbeidzjan (Azerbeidzjan) · Nationale parken in Azerbeidzjan |
| 7 | Nationaal park Shahdag      | Şahdağ Milli Parkı                               | 8 december 2006 (5 juli 2010)   | 130.508,1 ha (1305,081 km²) | Nationale parken in Azerbeidzjan (Azerbeidzjan) · Nationale parken in Azerbeidzjan |
| 8 | Nationaal park Göygöl       | Göygöl Milli Parkı                               | 1 april 2008                    | 12.755 ha (127,55 km²)      | Nationale parken in Azerbeidzjan (Azerbeidzjan) · Nationale parken in Azerbeidzjan |
| 9 | Nationaal park Samur-Yalama | Samur-Yalama Milli Parkı                         | 5 november 2012                 | 11.772 ha (117,72 km²)      | Nationale parken in Azerbeidzjan (Azerbeidzjan) · Nationale parken in Azerbeidzjan |

De totale oppervlakte van de nationale parken bedraagt 310.136,5 ha, oftewel ruim 3,58% van de oppervlakte van Azerbeidzjan.